# José María Suárez
José María Suárez (Villa Dolores, Córdoba; el 1 de mayo de 1951 - 7 de febrero de 2025)1 fue un futbolista argentino que se desempeñaba como defensor en el fútbol argentino y en la selección nacional. Tenía la rara habilidad de poder jugar ambos laterales y especialmente como marcador de punta. Era apodado El Colorado.

### Karlsruhe
Su noche de gloria fue el 1º de agosto de 1978, en Karlsruhe, Alemania. Integró la formación inicial que goleó 3-0 al Borussia Mönchengladbach para traer la primera de las tres Intercontinentales. Desde entonces quedó siempre en el corazón de Boca. 

### Anécdota
Cuando tenía 24 años, se destacó en un amistoso entre Belgrano y Boca Jrs. y llamó la atención del Toto Lorenzo. En una entrevista con Radio Sucesos de Córdoba, reveló: “Juan Carlos Lorenzo entró al vestuario y preguntó por Suárez. ‘Yo soy’, le digo. Me dijo ‘usted mañana va a Buenos Aires’. Yo miraba al resto de mis compañeros como preguntando ‘¿quién es este?’, no sabía que era Lorenzo. Un viernes, faltando dos horas para que cierre el libro de pases, firmé para Boca. Me mandaron a vivir a La Candela, después Boca me compró un departamento en Capital”.

### Muerte
Falleció el 7 de febrero de 2025 a los 73 años de edad.12":0">«Murió el “Colorado” José María Suárez, campeón intercontinental con Boca Juniors». www.infobae.com. 7 de febrero de 2025.</ref>

## Clubes
| Club          | País      | Año         |
| ------------- | --------- | ----------- |
| Belgrano      | Argentina | 1970 - 1975 |
| Boca Juniors  | Argentina | 1976 - 1982 |
| Nueva Chicago | Argentina | 1982 - 1983 |
| Huracán       | Argentina | 1985 - 1986 |

## Selección Argentina
Integró la selección nacional en el año 1975 cuando era dirigida por César Luis Menotti.

## Palmarés

### Campeonatos nacionales
| Título           | Club         | País      | Año    |
| ---------------- | ------------ | --------- | ------ |
| Primera División | Boca Juniors | Argentina | M-1976 |
| Primera División | Boca Juniors | Argentina | M-1981 |

### Campeonatos internacionales
| Título                | Club         | Sede         | Año  |
| --------------------- | ------------ | ------------ | ---- |
| Copa Libertadores     | Boca Juniors | Montevideo   | 1977 |
| Copa Intercontinental | Boca Juniors | Karlsruhe    | 1977 |
| Copa Libertadores     | Boca Juniors | Buenos Aires | 1978 |